# Корнильюс, Дерек
Де́рек О́стин Корни́льюс (англ. Derek Austin Cornelius; 25 ноября 1997, Эйджакс, Онтарио, Канада) — канадский футболист, центральный защитник клуба «Олимпик Марсель» и сборной Канады.

## Карьера

### Клубная карьера
В январе 2014 года Корнильюс присоединился к составу до 19 лет немецкого «Любека». В сезоне 2015/16 начал привлекаться в основной состав клуба, выступавший в региональной лиге «Север».
В начале 2016 года проходил просмотры в российском «Тереке» и норвежском «Стабеке».
Летом 2016 года Корнильюс достиг договорённости с «Любеком» о расторжении контракта по взаимному согласию сторон, после чего присоединился к «Ноймюнстеру». В оберлиге «Шлезвиг-Гольштейн» провёл 17 матчей и забил в них два гола.
В январе 2017 года, пройдя просмотр, Корнильюс подписал контракт с клубом сербской Суперлиги «Явор Иваница». Дебютировал в высшем дивизионе Сербии 29 апреля в матче против «Раднички Ниш».
В начале 2019 года Корнильюс вернулся в Канаду, перейдя 18 января в клуб MLS «Ванкувер Уайткэпс». Его дебют в североамериканской лиге состоялся 2 марта в матче первого тура сезона 2019 против «Миннесоты Юнайтед», в котором он вышел в стартовом составе. 18 мая в матче против «Спортинга Канзас-Сити» забил свой первый гол в MLS — гол в компенсированное время второго тайма принёс «Ванкувер Уайткэпс» ничью 1:1.
12 июля 2021 года Корнильюс, продлив контракт с «Ванкувер Уайткэпс» до конца 2022 года с опцией на 2023 год, отправился в аренду в клуб греческой Суперлиги «Панетоликос» до конца 2022 года с опцией выкупа. В греческом чемпионате дебютировал 11 сентября в матче стартового тура сезона 2021/22 против «Астерас Триполи». 22 января 2022 года в матче против ОФИ забил свой первый гол за «Панетоликос».
14 ноября 2022 года «Ванкувер Уайткэпс» продлил контракт с Корнильюсом на сезон 2023 согласно опции.
15 декабря 2022 года было объявлено о переходе Корнильюса в клуб чемпионата Швеции «Мальмё». Подписав контракт до 2026 года, игрок присоединился к клубу в январе 2023 года. За «Мальмё» он дебютировал 19 февраля в матче Кубка Швеции 2022/23 против «Шёвде АИК». 5 марта в матче кубка против «Дегерфорса» забил свой первый гол за «Мальмё».

### Международная карьера
В феврале 2013 года Корнильюс вызывался в тренировочный лагерь сборной Канады до 17 лет.
В мае—июне 2018 года в составе сборной Канады до 21 года Корнильюс участвовал в Тулонском международном фестивале.
Свой первый вызов в главную сборную Канады Корнильюс получил 12 марта 2018 года на товарищеский матч со сборной Новой Зеландии, но в игре, состоявшейся 24 марта, не был задействован, оставшись на скамейке запасных. Дебютировал за канадскую сборную 9 сентября 2018 года в матче квалификации Лиги наций КОНКАКАФ 2019/20 против сборной Американских Виргинских Островов.
В 2018 году Корнильюс был признан лучшим молодым футболистом Канады.
Корнильюс был включён в состав сборной Канады на Золотой кубок КОНКАКАФ 2019.
В составе сборной Канады до 23 лет Корнильюс принимал участие в Мужском олимпийском квалификационном турнире КОНКАКАФ 2020 в марте 2021 года. Забил гол в матче группового этапа против сборной Гондураса до 23 лет 25 марта. По итогам турнира был включён в символическую сборную.
Значился в предварительной заявке сборной Канады на Золотой кубок КОНКАКАФ 2021 из 60 игроков, но в окончательный состав из 23 игроков не попал.
Был включён в состав сборной на чемпионат мира 2022.
Значился в предварительной заявке сборной на Золотой кубок КОНКАКАФ 2023 из 56 игроков, но в окончательный состав из 23 игроков не попал.

## Достижения
Индивидуальные
- Молодой футболист года в Канаде: 2018
- Член символической сборной Мужского олимпийского квалификационного турнира КОНКАКАФ 2020[англ.]

## Статистика выступлений

### Клубная статистика
| Выступление          | Выступление                  | Выступление      | Лига | Лига | Кубок | Кубок | Континент. | Континент. | Прочие | Прочие | Итого | Итого |
| Клуб                 | Лига                         | Сезон            | Игры | Голы | Игры  | Голы  | Игры       | Голы       | Игры   | Голы   | Игры  | Голы  |
| -------------------- | ---------------------------- | ---------------- | ---- | ---- | ----- | ----- | ---------- | ---------- | ------ | ------ | ----- | ----- |
| Любек                | Региональная лига «Север»    | 2015/16          | 1    | 0    | —     | —     | —          | —          | —      | —      | 1     | 0     |
| Любек                | Итого                        | Итого            | 1    | 0    | —     | —     | —          | —          | —      | —      | 1     | 0     |
| Ноймюнстер           | Оберлига «Шлезвиг-Гольштейн» | 2016/17          | 17   | 2    | —     | —     | —          | —          | —      | —      | 17    | 2     |
| Ноймюнстер           | Итого                        | Итого            | 17   | 2    | —     | —     | —          | —          | —      | —      | 17    | 2     |
| Явор Иваница         | Суперлига                    | 2016/17          | 3    | 0    | —     | —     | —          | —          | —      | —      | 3     | 0     |
| Явор Иваница         | Суперлига                    | 2017/18          | 22   | 0    | 3     | 0     | —          | —          | —      | —      | 25    | 0     |
| Явор Иваница         | Прва лига                    | 2018/19          | 3    | 0    | 0     | 0     | —          | —          | —      | —      | 3     | 0     |
| Явор Иваница         | Итого                        | Итого            | 28   | 0    | 3     | 0     | —          | —          | —      | —      | 31    | 0     |
| Ванкувер Уайткэпс    | MLS                          | 2019             | 17   | 1    | 1     | 0     | —          | —          | —      | —      | 18    | 1     |
| Ванкувер Уайткэпс    | MLS                          | 2020             | 13   | 0    | —     | —     | —          | —          | 1      | 0      | 14    | 0     |
| Ванкувер Уайткэпс    | MLS                          | 2021             | 5    | 0    | —     | —     | —          | —          | —      | —      | 5     | 0     |
| Ванкувер Уайткэпс    | Итого                        | Итого            | 35   | 1    | 1     | 0     | —          | —          | 1      | 0      | 37    | 1     |
| Панетоликос (аренда) | Суперлига                    | 2021/22          | 29   | 2    | 4     | 0     | —          | —          | —      | —      | 33    | 2     |
| Панетоликос (аренда) | Суперлига                    | 2022/23          | 13   | 0    | 1     | 0     | —          | —          | —      | —      | 14    | 0     |
| Панетоликос (аренда) | Итого                        | Итого            | 42   | 2    | 5     | 0     | —          | —          | —      | —      | 47    | 2     |
| Мальмё               | Алльсвенскан                 | 2023             | 17   | 1    | 4     | 1     | —          | —          | —      | —      | 21    | 2     |
| Мальмё               | Итого                        | Итого            | 17   | 1    | 4     | 1     | —          | —          | —      | —      | 21    | 2     |
| Всего за карьеру     | Всего за карьеру             | Всего за карьеру | 140  | 6    | 13    | 1     | —          | —          | 1      | 0      | 154   | 7     |

1. ↑  В графу «Прочие» входят игры и голы в плей-офф Турнира MLS is Back.

### Международная статистика
| Команда | Год   | Игры | Голы |
| ------- | ----- | ---- | ---- |
| Канада  |       |      |      |
| 2018    | 3     | 0    |      |
| 2019    | 10    | 0    |      |
| 2020    | 1     | 0    |      |
| 2021    | 1     | 0    |      |
| 2022    | 0     | 0    |      |
| 2023    | 2     | 0    |      |
| Всего   | Всего | 17   | 0    |